# 第41屆廣播金鐘獎
第41屆廣播金鐘獎是2006年台灣廣播業界的年度盛事之一，表揚2006年度傑出的台灣廣播人，主題為「金鐘同學會」。廣播金鐘獎頒獎典禮於2006年12月16日晚上7時在嘉義縣表演藝術中心舉行，主持人是黃子佼與Hit FM DJ阿娟（因頒獎典禮是由Hit Fm協辦）。該屆頒獎典禮由東風衛視負責進行現場轉播。

## 入圍暨得獎名單
下列之標記為該獎項得獎者。

## 外部連結
- 95年廣播金鐘獎入圍名單 （页面存档备份，存于）.文化部影視及流行音樂產業局.2006-08-22
- 95年廣播金鐘獎得獎名單 （页面存档备份，存于）.文化部影視及流行音樂產業局.2006-12-16